# Lithostege chaoticaria
Lithostege chaoticaria är en fjärilsart som beskrevs av Alphéraky 1897. Lithostege chaoticaria ingår i släktet Lithostege och familjen mätare. Inga underarter finns listade i Catalogue of Life.